# Улица Илукстес (Рига)
Улица И́лукстес (латыш. Ilūkstes iela) — улица в городе Риге, в Латгальском предместье (микрорайоны Дарзциемс и Плявниеки) и Видземском предместье (микрорайон Пурвциемс). Начинается от перекрёстка с улицей Лубанас, заканчивается перекрёстком с улицей Дзелзавас.
Общая длина улицы составляет 2612 метров. На всём протяжении имеет асфальтовое покрытие. На участке от улицы Бралю Каудзишу до улицы Дзелзавас по улице курсирует несколько маршрутов автобуса.

## История
Впервые упоминается в списке улиц Риги в 1935 году под своим современным названием, которое происходит от названия города Илуксте. Старая (южная) часть улицы относится к Латгальскому предместью и образует границу между Дарзциемсом и Плявниеками.
Новая часть улицы Илукстес, относящаяся к Пурвциемсу, проложена при застройке микрорайона «Пурвциемс-3» в конце 1970-х годов. В 1980 году получила название улица Михаила Казакова (в честь советского генерала армии М. И. Казакова). В 1991 году объединена с исторической частью улицы Илукстес.

## Прилегающие улицы
Улица Илукстес пересекается со следующими улицами:
- Улица Лубанас
- Улица Куправас
- Улица Ситас
- Улица Скудру
- Павасара гатве
- Улица Резекнес
- Улица Райценес
- Улица Руденс
- Улица Плаужу
- Улица Прейлю
- Улица Бралю Каудзишу
- Улица Каменю
- Улица Земес
- Улица Страуту
- Улица Пилдас
- Улица Циелаву
- Улица Карсавас
- Улица Сеску
- Улица Зебиекстес
- Улица Августа Деглава
- Улица Визмас Белшевицас
- Улица Зентас Мауриняс
- Марса гатве
- Варавикснес гатве
- Улица Дзелзавас